# Barrio de San Pedro la Cabecera
Barrio de San Pedro la Cabecera är ett samhälle i Mexiko, tillhörande kommunen Ixtlahuaca i den västra delen av delstaten Mexiko. Orten hade 2 874 invånare vid folkräkningen 2010.